# Головня (герб)
Головня (пол. Hołownia, Hołownia I) — польский дворянский герб.

## Описание
Северин Уруский так описывает герб Головня : 

В поле червоном белая литера Т; на шлеме в короне три пера страусовых. (перевод с польск.)
Подобным образом описывает герб Юлиуш Островский, однако, в его варианте литера Т — серебряная : 

В поле червоном — большая литера Т серебряная; над шлемом в короне — три пера страусовых.
(перевод с польск.)

## Роды — носители герба
Czelski, Czyjewski, Gołubowicz, Gorodecki, Gościełowicz, Grodecki, Holiński, Hołowka, Головни (Hołownia), Hołubowicz, Hołyński, Horodecki, Jachimowicz, Jakimowicz, Jełczanin, Kurklewski, Mokłak, Mokłok, Ołowka, Pysznicki, Walmus, Walmuc, Wojna, Zapolicz .